# Тунисцы

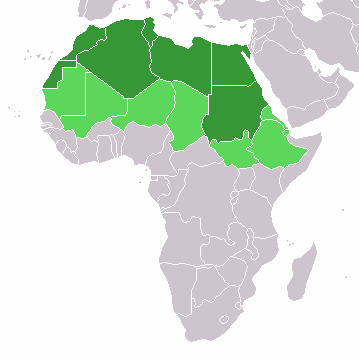
Тёмно-зелёный — Северная Африка по классификации ООН, вместе со светло-зелёным — географический регион.

Общая численность составляет более 10 млн человек. Говорят на тунисском диалекте, также распространенным языком является французский. Практически все население Туниса (около 95 %) — мусульмане-сунниты, но имеются и иудеи.

## Население
Этнический состав населения Туниса прошёл довольно длинный и сложный путь развития, поэтому разновидности внешности коренных тунисцев отличаются друг от друга. Там есть и светлые люди, напоминающие европейцев, и смуглые негроиды с темными глазами.
Население Туниса на сегодняшний день:
1) 88 % берберы (75 тыс. — чистокровные берберы (южные районы Туниса)
2) 4 % арабы (40 тыс. — арабы из соседних стран)
3) 5 % европейцы (французы — итальянцы — турки — испанцы)
4) 5 тыс. — евреи и так далее.
По данным 2003 года, в Тунисе проживало 9,92 млн человек. В стране относительно низкий уровень прироста населения, это объясняется успешной демографической политикой государства в сфере программы планирования семьи, а также тем, что многие тунисцы эмигрируют в другие страны для заработков. Правительство также успешно борется за права женщин и повышение их статуса. Следует также сказать, что в Тунисе один из самых высоких показателей продолжительности жизни: для мужчин он составляет примерно 72,8 года, а для женщин — 76,2.
В Тунисе в основном проживают мусульмане-сунниты маликитского толка. Хотя в некоторых районах скапливаются ибадиты. Численность же христиан и иудеев значительно сократилась, после обретения независимости. Так, по некоторым статистическим данным число немусульман, проживавших в Тунисе в 90-х года XX века, уменьшилось с 300 тыс. до 50 тыс. человек. Живёт также небольшое число европейцев (французы, итальянцы и другие).

## История
Нынешняя этническая общность тунисцев представляет собой результат смешения местного берберского населения с арабским в VII—XII веках. Именно поэтому у тунисцев сложилась довольно разнообразная и колоритная культура, где смешались культуры и традиции народов Ближнего Востока (арабы, турки, евреи), коренного населения Магриба (берберы, суданцы), а также народов южной Европы (итальянцы, испанцы).

## Одежда
Традиционная мужская одежда тунисцев не отличается большим разнообразием, в отличие от женской.
Традиционная одежда тунисцев — джебба, белая или цветная рубаха с широкими рукавами и длинным вырезом на груди, у женщин она украшена вышивкой; и широкие расшитые шаровары. Мусжкая джебба богачей шьются из шёлка и обильно украшаются вышивкой, бедняцкие джеббы шерстяные и без украшений. Также под джеббой мужчины носят короткую рубаху и безрукавку фармлу (её могут носить и поверх). Сверху на джеббу набрасывается гандура — хитон, который шьется из хлопчатобумажной ткани, шерсти или шелка. В очень холодную погоду в Северном Тунисе надевают кашабаю — накидку из плотной ткани в бело-коричневую полоску. Женщины поверх рубахи и шаровар носят туникообразные платья, расшитую галуном фармлу. Также для тунисского женского костюма характерна комбинация из короткой кофты и юбки-фоуты. Праздничная фоута шьётся из шёлка, повседневная — из хлопка. В наши дни фоута и кофта часто надеваются на свадьбы.
Обувью служат туфли без пяток, впрочем, большинство сельских жителей ходят босиком. На голове у мужчин маленькие шелковые или войлочные фески красного или коричневого цвета — шешии (они же тарбуши), у женщин — длинные платки из прозрачной или плотной ткани и скрепленные пряжкой на лбу длинные, подобно бусам, украшения, нередко выполненные в виде монисто. Традиционным головным убором горожанок является сафсари — ниспадающее до пят шерстяное или шёлковое покрывало, чаще всего белое, надеваемое при выходе на улицу. В старину она служила в качестве чадры, однако после обретения независимости с сафсари стали бороться, и уже в 1960-е годы она стала редкостью. Однако после Арабской весны 2011 года сафсари вновь стали обретать популярность. В городах, помимо традиционной одежды (надеваемой как и в быту, так и по праздникам и для религиозных мероприятий), широко распространена общеевропейская одежда, а также общеарабская одежда, следующая мусульманскому дресс-коду (например, никаб). Но всегда, под стать синему небу и ярким краскам, тунисцы одеты многоцветно и нарядно. Хабиб Бургиба, президент Туниса в 1957—1987 годах, любил появляться на публике и на международных мероприятиях в традиционной тунисской одежде.
Жители деревень поверх гандуры надевают обязательно хаик — кусок белой или полосатой ткани длиной около пяти и шириной более метра. Кочевники, кроме того, носят бурнус — белый, синий или бурый плащ из верблюжьей шерсти с капюшоном. Также у них распространены тюрбаны, которыми удобнее закрывать лицо для защиты от песка и солнца. Многие женщины ещё носят хаик, закрывающий лицо, как этого требует ислам.

## Хозяйство
Основным традиционным занятием тунисцев является земледелие. Они выращивают пшеницу, ячмень, оливки, цитрусовые финиковые пальмы и другое. Тунисцы также занимаются скотоводством, специализируясь на крупном и мелком рогатом скоте и верблюдовстве. Основной отраслью промышленности является переработка сельскохозяйственной продукции. На территории Туниса расположены нефтехимические, металлургические и другие предприятия, разрабатываются запасы фосфатов, железа и газа. Традиционными видами ремёсел для населения Туниса являются ковроткачество, гончарное и кузнечное дел, резьбы по дереву, выделка кож, шитьё и другое.